# Brea Frank
Brea Frank (San Cristóbal, República Dominicana; 18 de octubre de 1985) es un locutor, presentador de televisión y creador de contenido dominicano, conocido por su trabajo en medios radiales y televisivos dirigidos a audiencias latinas en República Dominicana y Estados Unidos. 

## Carrera profesional
Frank inició su carrera en Sur FM 91.9 (San Cristóbal) y luego se unió a Mortal 104.9 (Telemicro), donde trabajó durante 15 años. En 2018, se trasladó a Estados Unidos, integrando Univisión Radio Uforia como parte del programa La Bella y El Duro junto a Francisca Lachapel. Posteriormente, condujo La Gozadera en La X 96.3, enfocado en música urbana y entretenimiento.
Desde 2023, dirige La Universidad de la Calle en La Bakana 105.7, un programa que aborda temas de cultura urbana, política y espectáculos.

#### Televisión y cine
Frank ha participado en proyectos televisivos, como el reality show Mira Quién Baila All Stars, y en películas dominicanas como La Vida de los Reyes (2021), La Trampa (2022) y Flow Calle (2023). Su incursión en el cine ha sido principalmente en roles secundarios o cameos.

### Entrevistas destacadas
A lo largo de su carrera, Frank ha entrevistado a figuras de la música urbana y tropical, como Juan Luis Guerra, Romeo Santos y Daddy Yankee, analizando la evolución de géneros como la bachata y el reguetón.  También ha conversado con artistas como Don Omar, Tito El Bambino y Lápiz Conciente, aunque algunas de estas entrevistas fueron publicadas en plataformas digitales o redes sociales.

## Reconocimientos
- Micrófonos de Oro (Círculo de Locutores de República Dominicana).
- Nominación a los Premios Casandra (actualmente Premios Soberano) en la categoría de locución.
- Comunicador Destacado en el Extranjero (Premios Soberano, 2021-2022).
- Reconocimientos de instituciones estadounidenses (alcaldías de Nueva York y Hudson, NJ) por su labor mediática en la comunidad latina.